# ابن دريد
أبُو بَكْر مُحَمَّدُ بنُ الحَسَنِ بنِ دُرَيْدٍ الدَّوْسيُّ الزَّهرانيُّ الأَزْدِيُّ، المَعروف بابنِ دُرَيْد (223- 321 هـ / 837- 933 م)، هو عالِم باللغة وشاعر، وكان أحدَ نحاة البصرة الرائدين، وُصفَ بأنه «الباحث الأبرع، والفقيه الأقدر، وأول شعراء عصره». ولد في البصرة في العصر العباسي. اشتَهَر بمعجمه "الجمهرة في علم اللغة"، الذي يُعَد في المرتبة الثانية من حيثُ الشهرة بعد معجم العين للفراهيدي.

## نسبه
ابن دريد من نسل ملك العرب مالك بن فَهْم الدَّوْسي الزهراني الأزْدِي، ونسبه: 
هو أبو بكر، محمَّد بن الحسَن، بن دُرَيْد، بن عَتاهية، بن حَنتَم، بن الحسن، بن حمامي، بن جَرْو، بن واسع، بن سَلَمة، بن حاضر، بن أسد، بن عَدِي، بن عَمرو، بن مالك، بن فَهْم، بن غَنْم، بن دَوْس، بن عُدْثان، بن عبد الله، بن زَهْران، بن كعب، بن عبد الله، بن نصر بن الأَزْد، بن الغَوْث بن نبت، بن مالك، بن زيد، بن كَهْلان، بن سَبأ، بن يَشجُب، بن يَعرُب، بن قَحْطان.
كان يقال عن ابن دريد:
| ابن دريد | ابن دريد أعلم الشعراء وأشعر العلماء | ابن دريد |

## حياته
ولد ابن دريد في البصرة (233 هـ / 837 م) في عهد الخليفة العباسي المعتصم بالله. كان بين أساتذته أبو حاتم السجستاني، الرياشي (أبو الفضل العباس بن الفرج الرياشي))، عبد الرحمن بن عبد الله، ابن أخي الأصمعي، أبو عثمان سعيد بن هارون الأشنانداني (مؤلف كتاب المعاني) والزيادي. اقتبس من كتاب "مسالمات الأشرف لعمه الحسن بن محمد. أرجع ابن دريد أصوله إلى القحطانيين العرب. يذكر ابن خلكان في قاموسه اسمه الكامل على النحو التالي:
أبو بكر محمد بن الحسن بن دريد بن عتاهية بن حنتم بن حسن بن حمامي بن جرو بن واسع بن وهب بن سلمة ابن حاضر بن أسد بن عدي بن عمرو بن مالك بن فهم بن غانم بن دوس بن عدنان بن عبد الله بن زهران بن كعب بن الحارث بن كعب بن عبد الله بن مالك بن نصر بن الأزد بن الغوث بن نبت بن مالك بن زيد بن كهلان بن سبأ بن يشجب بن يعرب بن قحطان، الأزدي اللغوي البصري إمام عصره في اللغة والآداب والشعر الفائق.
تقدم كتابات ابن النديم قبل ذلك بقرنين من الزمان سلسلة نسب مختصرة قليلاً مع بعض الاختلافات:
هو أبو بكر محمد بن الحسن بن دريد بن عتاهية بن حنتم بن حسن بن حمامي. وهو منسوب إلى قرية من نواحي عمان يقال له حمامي، ابن جرو بن واسع بن وهب بن سلمة بن جشم بن حاصر بن جشم بن ظالم بن حاصر بن أسد بن عدي بن عمرو بن مالك بن فهم بن غانم بن دوس بن عدنان بن عبد الله بن زهران بن كعب بن الحرث بن مالك بن نصر بن أزد بن الغوث.
عندما هاجم الزنج البصرة وقُتل الرياشي عام 871، فر إلى عمان، والتي كان يحكمها أبو محمد المهلبي. يقال إنه مارس مهنة الطب على الرغم من عدم تبقي أي أعمال معروفة في العلوم الطبية من تأليفه. بعد اثني عشر عامًا، قال ابن خلكان إنه عاد إلى البصرة لفترة ثم انتقل إلى بلاد فارس. بينما في رواية النديم انتقل ابن دريد إلى جزيرة ابن عمر قبل أن ينتقل إلى بلاد فارس حيث صار تحت حماية والي الأحواز عبد الله الميكالي وأبنائه، وحيث كتب أعماله الرئيسية. ومدح ابن دريد آل ميكال بقصيدته المشهورة المقصورة. وقدّم لهُ كتابه العظيم جمهرة اللغة سنة 297 هـ، وتقلد ابن دريد آنذاك، ديوان فارس فكانت كتب فارس لا تصدر إلا عن رأيه، ولا ينفذ أمراً إلا بعد توقيعه، وقد أقام هناك نحواً من ست سنوات، ويقال إنه في كل مرة كان يُعطى راتبه كان يتصدق به كله تقريباً للفقراء. كان ابن دريد سخياً لا يمسك درهماً ولا يرد محتاجاً، عاد من الأحواز إلى البصرة ومنها إلى بغداد، عام 308هـ، وأنزله علي بن محمد الجواري بجواره في محلة باب الطاق وأكرمه. تلقى ابن دريد معاشًا شهريًا قدره خمسون دينارًا من الخليفة المقتدر بالله دعمًا لأنشطته الأدبية التي استمرت حتى وفاته. تعرّف في بغداد على محمد بن جرير الطبري.
ومن شعره الذي يهجو به نفطويه النحوي قائلاً:
كان ابن دريد بارعاً في اللغة والأدب عالماً بأخبار العرب وأشعارهم وأنسابهم، قام في ذلك مقام الخليل بن أحمد الفراهيدي. ونبغ في الشعر حتى قيل عنه: أعلم الشعراء وأشعر العلماء. وقد وضع أربعين مقامة كانت هي الأصل لفن المقامات.
أثنى كثير من العلماء على ابن دريد، حيث قال أبو الطيب اللغوي: ابن دريد انتهى إليه علم لغة البصريين وكان أحفظ الناس، وأوسعهم علماً، وأقدرهم على الشعر، وما ازدحم العلم والشعر في صدر أحدٍ ازدحامهما في صدر أبي بكر بن دريد.

### المرض والوفاة
روى ابن خلكان العديد من الحكايات عن ولع ابن دريد بالخمر، فعندما كان ابن دريد في سن التسعين أصيب بشلل جزئي إثر إصابته بجلطة دماغية، وتمكن من علاج نفسه بشربه، ثم استأنف عاداته القديمة واستمر في التدريس. ومع ذلك، عاد الشلل في العام التالي أكثر شدة حتى لم يعد يتمكن سوى من تحريك يديه فقط. قال تلميذه أبو علي إسماعيل البغدادي أن الله قد عاقبه لقوله تلك المقولة في مقصورته مخاطبًا الدهر:
ظل ابن دريد مشلولًا ومتألمًا لعامين آخرين، على الرغم من أن ذكاءه ظل حادًا وأجاب بأسرع ما أمكنه عن أسئلة تلاميذه حول فقه اللغة. كانت من بين مقولاته حينها لتلميذه أبو حاتم: «لو انطفأ نور عيني، لما وجدت أحدًا قادرًا على إرواء ظمئك للمعرفة».
كانت كلماته الأخيرة ردًا على أبي علي: «حال الجريض دون الكريض». (وكانت هذه الكلمات مثلاً من العصر الجاهلي للشاعر عبيد بن الأبرص- تلفظ به عندما كان على وشك أن يُنفذ فيه حكم الإعدام بناء على أوامر من ملك الحيرة الأخير، النعمان بن المنذر، وأُمِر أن يقرأ أولاً بعض شعره.)
توفي ابن دريد في أغسطس من عام 933، في يوم أربعاء، ودفن على الضفة الشرقية لنهر دجلة في المقبرة العباسية المعروفة مقبرة الخيزران، وكان قبره بجوار بازار الأسلحة القديم قرب الشارع الأعظم. توفي فيلسوف المعتزلة أبو علي الجبائي، في نفس اليوم. وقيل في بغداد «مات فقه اللغة واللاهوت في نفس اليوم!» وكان يومها مطر شديد ولم يخرج بجنازته إلا نفر قليل من محبيه وعارفي فضله.
وقال جحظة البرمكي في رثاء ابن دريد:

## أعماله
يقال أنه ألف أكثر من خمسين كتابًا في اللغة والأدب. بصفته شاعرًا، كان تعدد مواهبه واتساع نطاقه يضرب به المثل، كما أن إنتاجه وصف بالمذهل. استشهد كثير من المؤلفين اللاحقين بمجموعته المكونة من أربعين قصة، على الرغم من ذلك لم يتبقى في الحاضر سوى أجزاء منها فقط. ربما بسبب أصله العماني، احتوي شعره على بعض الموضوعات الخاصة بعمان.

### كتاب الاشتقاق[28]
- الاشتقاق كتاب ضد الشعوبية وفيه يفسر اشتقاق الأسماء العربية،[29] به أوصاف الروابط الاشتقاقية للأسماء القبلية العربية ومجادلات ضد الشعوبية.[30][31][32]

### جمهرة اللغة[33]
- جمهرة اللغة[34] هو كتاب عن علم اللغة، أو معجم للغة العربية. بسبب تجزأ عملية إملاء النص، تمت كتابة الأجزاء الأولى في بلاد فارس والأجزاء اللاحقة اعتمادًا على الذاكرة في بغداد، مع إضافات وحذف متكرر، نتج عنها القليل من عدم الاتساق. جمع النحوي أبو الفتح عبيد الله بن أحمد العديد من المخطوطات المختلفة وأنتج نسخة مصححة قرأها ابن دريد ووافق عليها. تكون في البداية من ثلاثة مجلدات من المخطوطات، وتألف ثالثها إلى حد كبير من فهرس كبير.[10] نُشر في حيدر أباد، بالهند في أربعة مجلدات (1926، 1930).[35] أثنى المؤرخ المسعودي على ابن دريد واعتبره «الوريث الفكري للخليل بن أحمد الفراهيدي»، جامع أول معجم عربي وهو معجم العين.[36] في كتابه الفهرست، يذكر ابن النديم رواية مكتوبة لأبي الفتح بن النحوي تقول أن ابن دريد تفحص مخطوطة معجم العين بالبصرة عام 248 هـ / 862 م.[13] كما ذكر ابن النديم ابن دريد من بين مجموعة من العلماء المراجعين الذين صححوا معجم العين.[13] ومع ذلك، بينما يعتمد معجم ابن دريد على معجم الفراهيدي (بل أن نفطويه، المعاصر لابن دريد، قد اتهمه بالسرقة من الفراهيدي[37][38]) خرج ابن دريد عن النظام الذي كان متبعًا سابقًا، وتبنى الأبجد، أو نظام الترتيب الأبجدي العربي الذي يعتبر المعيار الأشهر لتنسيق القواميس والمعاجم اليوم.[35][39][40]

### أعمال أخرى
- الأشربة.
- الأمالي.[41]
- الملاحن.
- السرج واللجام.[42]
- الفوائد والأخبار[43]
- كتاب الخيل الكبير.
- كتاب الخيل الصغير.
- كتاب السلاح.
- كتاب الأنواء.
- كتاب الملاحن.[44]
- المقصور والممدود.[45]
- ذخائر الحكمة.
- المجتنى.[46]
- السحاب والغيث.[47]
- تقويم اللسان.[48]
- أدب الكاتب.
- الوشاح.
- زوار العرب.
- اللغات.

## تلاميذه
تتلمذ على يديه كثير من العلماء والأدباء منهم أبو الفرج الأصفهاني صاحب كتاب «الأغاني» وأبو الحسن المسعودي مؤلف «مروج الذهب» وأبو عبيد الله المرزباني مؤلف «معجم الشعراء» وأبو علي القالي مؤلف كتاب «الأمالي» والنهرواني مؤلف «الجليس الصالح»، وأخذ هو عن أبي حاتم السجستاني.

## كتب عنه
- محمد بن دريد وكتابه الجمهرة، دار المعرفة الجامعية، 1985.[50]
- حول كتاب شرح المقصور والممدود لابن دريد، ت. سنة 321 هـ: دراسة تحليلية مقارنة، أحمد الليثي، دار الثقافة العربية، 1991.[51]
- درويش، أحمد. ابن دريد: رائد فن القصة العربية، دار غريب، القاهرة، 2003.[52]
- السنوسي، السيد مصطفى. ابن دريد: حياته وتراثه اللغوي والأدبي، مطبعة حكومة الكويت، الكويت، 1984.[53]
- ابن دريد- حياته آثاره وتأثيره (باللغة الفرنسيّة) - عمر بن سالم - جامعة السّربون 1968 - رسالة دكتوراه، مركز الدّراسات الإسلاميّة، جامعة باريس 3
- ديوان ابن دريد - عمر بن سالم - الدّار التّونسيّة للنّشر - تونس 1973. (تحقيق لآثار ابن دريد شعرا ونثرا، عدا الجمهرة وكتاب الاشتقاق).